# Marvel One-Shot: El Consultor
Marvel One-Shot: El Consultor (Originalmente Marvel One-Shot: The Consultant, Marvel de un vistazo: El Consultor en España) es el primero de una serie de cortometrajes que se desarrollan dentro del universo cinematográfico de Marvel. Fue publicado el 13 de septiembre de 2011 como contenido inédito del DVD/BD de la película Thor (2011). Fue producido por Marvel Studios en colaboración con Ebeling Group y dirigida por el director Leythum, mismo que posteriormente dirigió la secuela "Marvel One-Shot: Algo divertido ocurrió de camino al martillo de Thor". El guion fue escrito por Eric Pearson y Jack Kirby, mientras que la banda sonora estuvo a cargo de Howard Drossin, Paul Oakenfold y Hector Ruiz Quintanar, la fotografía a cargo de David Myrick, y de los efectos especiales M3 Crative. El reparto fue protagonizado por Clark Gregg como Agente Coulson, Maximiliano Hernández como Agente Sitwell, Robert Downey Jr. como Tony Stark, y William Hurt como General Ross. Fue distribuido por Paramount Pictures en Estados Unidos y en Japón por Paramount Japan.

## Sinopsis
El agente Coulson y el agente Sitwell se reúnen en una cafetería para discutir sus inquietudes sobre una decisión tomada por el consejo de S.H.I.E.L.D. y el como intervendrán en la inclusión de Abominación en el equipo de Los Vengadores. Tony Stark hace una visita al general Ross mientras se encuentra bebiendo en un bar para hablar sobre la iniciativa Vengadores, pero la mente maestra detrás de Iron Man tiene una segunda intención bajo la manga.

## Reparto

### Agente Coulson
Phillip "Phil" Coulson, agente de alto rango de S.H.I.E.L.D. interpretado por el actor Clark Gregg. Hizo su primera aparición durante los acontecimientos de la película Iron Man (2008). Su última aparición antes de Marvel One-Shot: El Consultor se dio durante la película Thor (2011).

### Agente Sitwell
Jasper Sitwell, agente doble de alto rango de S.H.I.E.L.D. e integrante secreto de Hydra, interpretado por el actor Maximiliano Hernández. Su única aparición antes Marvel One-Shot: El Consultor se dio durante la película Thor (2011).

### Tony Stark
Anthony "Tony" Stark, multimillonario, mente prodigio, dueño y director de la empresa familiar e internacional Industrias Stark, y creador y portador del traje exoesqueleto Iron Man, interpretado por el actor Robert Downey Jr. Hizo su primera aparición durante los acontecimientos de la película Iron Man (2008). Su última aparición antes de Marvel One-Shot: El Consultor se dio durante la película Iron Man 2 (2010).

### General Ross
Thaddeus E. "Thunderbolt" Ross, General del ejército militar de Estados Unidos, padre de Betty Ross y suegro de Bruce Banner. Interpretado por el actor William Hurt. El personaje hizo su primera aparición en Hulk (2003), protagonizado por el actor Sam Elliott, mientras que su última aparición antes de Marvel One-Shot: El Consultor se dio durante la película Hulk: El hombre increíble (2008).

## Contexto

### Cronología
Marvel One-Shot: El Consultor se da entre los acontecimientos de Iron Man (2008) y Hulk: El hombre increíble (2008), sin embargo, parte de su contenido no fue publicado hasta el DVD/BD de Thor (2011) como contenido inédito, ya que, el cortometraje está conformado por una fusión entre el reciclaje de la escena poscréditos de Hulk: El hombre increíble (2008) y nuevas escenas posteriormente grabadas. 

### Serie Marvel One-Shots
Marvel One-Shot: El Consultor es el primero de una serie de cortometrajes que se desarrollan dentro del universo cinematográfico de Marvel llamados Marvel One-Shots, siendo precedido el 25 de octubre de 2011 por el cortometraje "Marvel One-Shot: Algo divertido ocurrió de camino al martillo de Thor", el cual fue dirigido de nueva cuenta por Leythum. 